# Chevannes (Loiret)
 Chevannes  es una población y comuna francesa, situada en la región de Centro, departamento de Loiret, en el distrito de Montargis y cantón de Ferrières-en-Gâtinais.

## Demografía
| 227 | 194 | 214 | 198 | 230 | 291 |
| Para los censos de 1962 a 1999 la población legal corresponde a la población sin duplicidades (Fuente: INSEE [Consultar]) |     |     |     |     |     |